# Alejandro Barbudo Lorenzo
Alejandro Barbudo Lorenzo, noto semplicemente come Barbu (Leganés, 26 maggio 2001), è un calciatore spagnolo, difensore dell'Antequera.

## Caratteristiche tecniche
Gioca come difensore centrale.

## Carriera
Barbu è cresciuto nei settori giovanili di Atlético Madrid, Getafe e Alcorcón. Nel 2019 ha debuttato con l'Alcorcón B nell'incontro di Tercera División pareggiato 2-2 contro il Santa Ana e l'anno seguente è stato promosso definitivamente nella squadra B del club giallobu.
L'11 luglio 2021 è stato ceduto in prestito al Real Unión in terza divisione. Rientrato all'Alcorcón, il 29 luglio 2022 è passato a titolo definitivo al Mirandés, in Segunda División. Ha debuttato nel campionato cadetto spagnolo il 22 ottobre nell'incontro pareggiato 1-1 contro l'Huesca ed il 21 novembre ha segnato il primo gol nel successo per 2-1 contro il FC Cartagena.

## Statistiche

### Presenze e reti nei club
Statistiche aggiornate al 25 marzo 2024.
| Stagione        | Squadra         | Campionato      | Campionato | Campionato | Coppe nazionali | Coppe nazionali | Coppe nazionali | Coppe continentali | Coppe continentali | Coppe continentali | Altre coppe | Altre coppe | Altre coppe | Totale | Totale | Totale |
| Stagione        | Squadra         | Comp            | Pres       | Reti       | Comp            | Pres            | Reti            | Comp               | Pres               | Reti               | Comp        | Pres        | Reti        | Pres   | Reti   |        |
| --------------- | --------------- | --------------- | ---------- | ---------- | --------------- | --------------- | --------------- | ------------------ | ------------------ | ------------------ | ----------- | ----------- | ----------- | ------ | ------ | ------ |
| 2019-2020       | Alcorcón B      | TD              | 1          | 0          |                 | -               | -               |                    | -                  | -                  |             | -           | -           | 1      | 0      |        |
| 2020-2021       | Alcorcón B      | TD              | 27         | 1          |                 | -               | -               |                    | -                  | -                  |             | -           | -           | 27     | 1      |        |
| 2021-2022       | Real Unión      | PDR             | 25         | 2          | CR              | 0               | 0               |                    | -                  | -                  |             | -           | -           | 25     | 2      |        |
| 2022-2023       | Mirandés        | SD              | 30         | 3          | CR              | 2               | 0               |                    | -                  | -                  |             | -           | -           | 32     | 3      |        |
| 2023-2024       | Mirandés        | SD              | 20         | 1          | CR              | 2               | 0               |                    | -                  | -                  |             | -           | -           | 22     | 1      |        |
| Totale carriera | Totale carriera | Totale carriera | 103        | 7          |                 | 4               | 0               |                    | -                  | -                  |             | -           | -           | 107    | 7      |        |